# Atena Giustiniani
A Atena Giustiniani, antigamente conhecida como Minerva médica, é uma célebre estátua da deusa grega Atena (Minerva, para os romanos), hoje conservada no Museu Pio-Clementino do Vaticano.
Foi esculpida em mármore de Paros e tem 2,21 m de altura, considerada uma cópia romana de um original grego perdido do início do século IV a.C., mas sua datação é um tanto controversa. A deusa veste uma túnica com uma égide ao peito, usa um elmo coríntio na cabeça e segura uma lança com a mão direita, tendo uma serpente aos pés. Sob o elmo, usa uma tiara persa, sinal da vitória da civilização grega sobre os bárbaros estrangeiros. Seus dois braços, a lança e o topo do elmo são provavelmente restaurações modernas.
Sua origem é obscura. Uma versão que circulou após 1744 alegava que foi descoberta no início do século XVII no que se julgou ser um Templo de Minerva Medica, perto da Porta Maggiore, em Roma, de onde receberia seu nome primitivo, mas outra versão refere que foi desenterrada na região da Igreja de Santa Maria sobre Minerva, que fora erguida, segundo a tradição, sobre as ruínas de outro templo de Minerva, erigido por Pompeu nas proximidades do Panteão.
Evelyn Harrison lançou a hipótese de que a estátua original, da qual a Giustiniani é presumida cópia, seria aquela citada por Pausânias em sua descrição do Templo de Ares da ágora de Atenas, ali reinstalado depois de ter sido erguido originalmente em Palene. Se a identificação for correta, sua autoria cabe ao escultor Locro de Paros. A Atena Giustiniani deu origem a uma tipologia estatuária particular, com muitas derivações, que foi altamente estimada pelos romanos. Sua figura tem similitude com várias outras, notadamente um relevo no Templo de Teseu, em Palene, e a Nêmesis de Râmno.
Seu nome atual deriva do seu primeiro proprietário conhecido, o banqueiro italiano Vincenzo Giustiniani, que no século XVII a manteve em seu palácio de Roma em meio a uma das maiores coleções privadas de antiguidades de seu tempo. A coleção permaneceu intacta por muitos anos, mas no fim do século XVIII a família enfrentou dificuldades financeiras e começou a vender peças. Em 1805 foi adquirida por Lucien Bonaparte e em 1817 ingressou na coleção dos Museus Vaticanos.
Durante sua permanência no Palácio Giustiniani a estátua passou largamente despercebida. Ganhou visibilidade depois que foi exposta nos Museus Vaticanos, e então sua fama cresceu rápido. De todas as estátuas de Atena, foi a mais apreciada pelos neoclássicos; teve em Goethe, Stendhal e Feuerbach grandes entusiastas, e caiu no especial agrado de turistas ingleses que faziam o Grand Tour. Vale repetir um trecho do que Goethe escreveu sobre a obra em Cartas da Itália:
"No Palácio Giustiniani há uma Minerva, que invoca para si meu preito indiviso. Winckelmann pouco fala dela, e, de todo modo, nunca quando devia; e sinto-me indigno de dizer algo dela. Estávamos contemplando a imagem, assim permanecendo longo tempo, quando a esposa do conservador da coleção disse: 'Esta deve ter sido um dia uma imagem santa; e os ingleses, que sucede serem desta religião, mantêm o costume de venerá-la beijando-lhe a mão' (e era mesmo a mão muito branca, enquanto o resto da estátua era pardacento). Ela nos disse mais, que uma dama desta religião não há muito havia estado ali, e, ajoelhando-se diante da estátua, repetidamente lhe endereçava preces; 'e eu', disse ela, 'como cristã, não pude deixar de sorrir diante de ação tão estranha, tive de fugir do salão às pressas para não romper em gargalhadas na sua frente'. Como eu não queria me apartar da estátua, ela me perguntou se minha amada era-lhe em algo semelhante, para que me tivesse encantado tanto. A boa senhora não entendia de nada senão de devoção ou amor; mas sobre a pura admiração de um glorioso produto da artesania humana, ou sobre a mera veneração simpática pela criação do intelecto humano, ela não fazia a menor ideia. Regozijamo-nos naquela nobre inglesa, e fomos embora já suspirando por voltar; e eu certamente logo a verei de novo. Se meus amigos desejam uma descrição mais detalhada, que leiam o que disse Winckelmann sobre o estilo augusto da arte grega; infelizmente, contudo, ele não põe esta Minerva como exemplo. Mas, se não erro crassamente, ela é, não obstante, deste elevado e severo estilo, avizinhando-se do Belo. Ela é, como dizer, um botão que abre, assim é Minerva, a cujo caráter esta imagem de uma transição cai tão bem". (Ver nota: )
Foi copiada várias vezes para adornar coleções privadas, escolas de arte e museus, foi reproduzida em gravuras e pinturas, e seu traje inspirou o figurino da rainha Luísa da Prússia para um baile cortesão. Ainda hoje sua imagem é reproduzida nos mais variados meios, inclusive industrialmente para consumo popular. Uma cópia romana em forma de busto, uma das oito cópias antigas conhecidas da Atena, foi vendida em 2010 em um leilão da Sotheby's de Nova Iorque por 4,1 milhões de dólares.